# Rafel Aveleyra
Rafel Aveleyra (* 29. Juli 1932 in Chicago) ist ein mexikanischer Bogenschütze.
Santos nahm an den Olympischen Spielen 1972 in München teil und beendete den Wettkampf im Bogenschießen auf Rang 51.